# スタインウェイ・バーティグランド
モデルK（Model K）またはバーティグランド（Vertegrand）は、スタインウェイ・アンド・サンズによって1903年に発表されたアップライトピアノである。バーティグランドは、現在大量生産されている最も古い実質的に変化がないアップライトピアノの設計である。生産は1939年頃から1982年に再登場するまで中断したものの、構造設計は1世紀以上もの間、実質的に変化がないままである
。
有名なバーティグランドには、イギリスのピアニストであるミセス・ミルズに因んで名付けられたビンテージの1905年製ピアノがある。このピアノは50年以上の間アビー・ロード・スタジオで使用され続けている。その特徴的な調子外れのホンキートンクサウンドは、ビートルズによるいくつかの録音を含む非常に多くのアビーロード録音に登場している。

## 生産の歴史

### モデルK（1903年–1943年）
モデルKとも呼ばれるスタインウェイ・バーティグランドはスタインウェイの製作責任者ヘンリー・ジーグラー（Henry Ziegler）によって設計され、1903年に500米ドル（2023年時点の$16,956と同等）の価格で発表された。鋳鉄フレームの最上部に表示された「バーティグランド」という名称は、スタインウェイのその当時の品ぞろえと比較したこの楽器の大きさを反映している。52インチ（132 cm）という高さは、1894年に発表された高さ54.3インチ（138 cm）の「アップライト（直立）グランド」（ニューヨークではモデルI、ハンブルクではモデルR）よりも小さかったが、49インチ（125 cm）モデル（後にモデルVとなった）よりも大きかった。
『ニューヨーク・トリビューン』誌に掲載された1910年の広告は、このピアノを「20世紀の科学研究と音楽面での成長の具現化」と形容した。グスタフ・マーラーは、彼が「全ての面において音楽家の要求を満たすアップライトピアノを作ることができるとは想像したこともなかった」と述べた。
アメリカのモデルKは1930年に大恐慌の結果として製造が中止されたが、ハンブルク工場はこのモデルの生産を続けた。1930年代までには「バーティグランド」という用語はハンブルク製ピアノの鉄骨の鋳造から消え、手塗りのコメント「Erzeugnis der Steinway-Werke Hamburg-Altona（ハンブルク＝アルトナ・スタインウェイ工場の製品、の意味）」に置き換わった。ハンブルクにおける生産は、ハンブルク・スタインウェイ工場が1943年の連合国の空襲の頃に戦争に関連する生産のために占有されるまで続いた。空襲では工場の記録の全てが破壊された。

### モデルK52およびモデルK132（1982年–）
モデルKはモデルK52として1982年に再登場し、スタインウェイの縦型ピアノの売り出しのトップを占めた。ハンブルク工場は同様のモデルK132で続いた。現代のモデルKピアノはオリジナルと実質的に同じ寸法および弦スケールを有しているものの、「バーティグランド」という命名は保持されなかった。
ウィリアム・セオドア・スタインウェイが1982年の再設計を任され、この時までにオリジナルの計画は失われており、スタインウェイ社員の技術者John Boygos所有のより古いモデルKを詳細に分析することによって再作成しなければならなかった。オリジナルの1903年設計からの変更点は、横隔膜響板、 高速化アクション、ヘキサグリップ・ピンブロック（ピン板）、わずかに修正された張弦スケジュールを含む1930年以降に実行されたもののみであった。

## アビー・ロードのミセズ・ミルズ

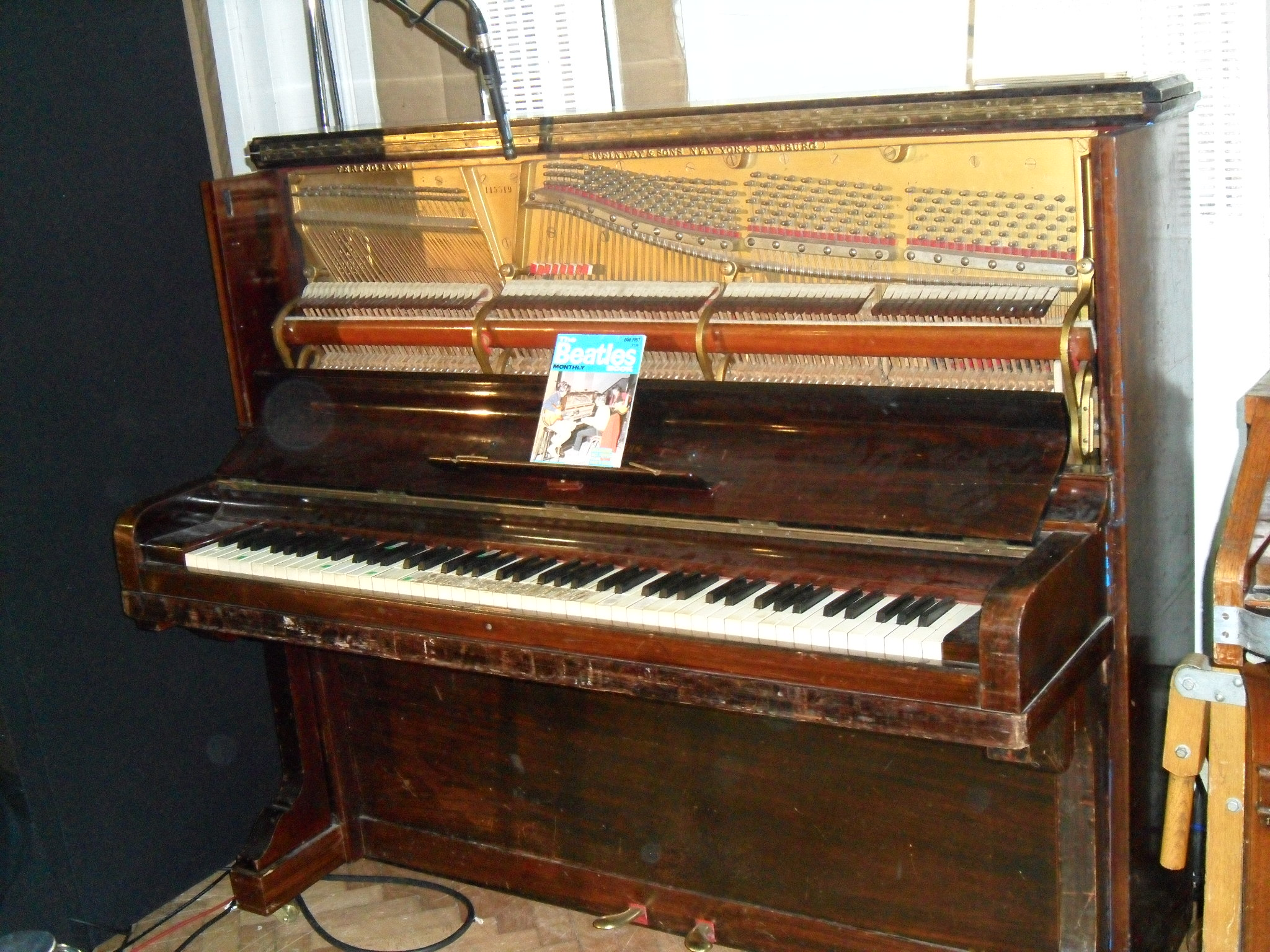
1960年代と1970年代にこれを演奏したイギリスのピアニスト・ミセズ・ミルズに因んだ名付けられたアビー・ロード・スタジオにある1905年製バーティグランド・ピアノ

特に有名なバーティグランドはロンドンにあるアビー・ロード・スタジオによって所有されている。この楽器はミセス・ミルズによって頻繁に演奏されたため、「ミセズ・ミルズ」ピアノと呼ばれるようになった。
アビー・ロードはこの1905年製ピアノを1953年に404英ポンド（2023年時点の£14,248と同等）で購入した。エンジニアのStuart Eithamはより古い音を作るためにスタインウェイの技術者にこのピアノを修正させた。ハンマーはタック・ピアノの明い音を模倣するためにラッカー処理によって硬くされた。このピアノは昔風のバーの音色に近付けるためにわずかに音高をずらした状態に保たれた。最低音域の鍵以外の全ての鍵は2本以上の弦を有するため、鍵毎に弦のうちの1本の音高をわずかにずらすことでコーラス効果が得られる。
ビートルズは「レディ・マドンナ」や「シーズ・ア・ウーマン」、「アイ・ウォント・トゥ・テル・ユー」、「ペニー・レイン」といった楽曲の録音においてこのピアノを使用した。加えて、ビートルズは「ロッキー・ラックーン」の中間部や「ウィズ・ア・リトル・ヘルプ・フロム・マイ・フレンズ」の導入部においてこのピアノを使用した。
ビートルズのジョージ・ハリスンの息子ダーニ・ハリスンは2013年の映画『ビューティフル・クリーチャーズ 光と闇に選ばれし者』のサウンドトラックを彼のバンドthenewno2と共にアビー・ロードで録音した。